# Campeonato de España de Atletismo 1928
El XI Campeonato de España de Atletismo, se disputó los días 30 de junio y 1 de julio de 1928 en las instalaciones deportivas del Estadio del Reus Deportivo, Reus, España. En esta edición solo se disputaron pruebas en categoría masculina.

## Resultados

### Puntuación por Federaciones Autonómicas
1. Federación Catalana de Atletismo-49 puntos.

2. Guipúzcoa-41 puntos.

3. Vizcaya-15 puntos.

### Clasificaciones individual
| Evento                       | Oro                                                                                    | Plata                                                                  | Bronce                                                                         |
| ---------------------------- | -------------------------------------------------------------------------------------- | ---------------------------------------------------------------------- | ------------------------------------------------------------------------------ |
| 100 metros lisos             | Diego Ordóñez Guipúzcoa 11.4                                                           | Juan Serrahima Cataluña ¿?                                             | Rogelio Fernández Guipúzcoa ¿?                                                 |
| 200 metros lisos             | Diego Ordóñez Guipúzcoa 24.6                                                           | Juan Serrahima Cataluña 25.0                                           | Fernando Muñagorri Guipúzcoa ¿?                                                |
| 400 metros lisos             | Joaquín Miquel Cataluña 54.0                                                           | Jesús Muntaner Cataluña 55.4                                           | José Tugas Cataluña ¿?                                                         |
| 800 metros lisos             | Joaquín Miquel Cataluña 2:05.8                                                         | José Ruiz Guipúzcoa 2:07.5                                             | José Tugas Cataluña 2:09.6                                                     |
| 1500 metros lisos            | Joaquín Miquel Cataluña 4:22.8                                                         | Miguel Cialceta Guipúzcoa 4:25.6                                       | José Ruiz Guipúzcoa ¿?                                                         |
| 5000 metros lisos            | José Reliegos Castilla 17:40.6                                                         | Jesús Oyarbide Vizcaya 17:43.0                                         | Arturo Peña Vizcaya ¿?                                                         |
| 10000 metros lisos           | Arturo Peña Vizcaya 34:46.6                                                            | José Reliegos Castilla 35:05.0                                         | Martín Serra Cataluña 35:21.6                                                  |
| Maratón                      | Emilio Ferrer Cataluña 3h03:50                                                         | José Hernández Valencia 3h09:16                                        | Solo finalizaron 2 atletas -- --                                               |
| 110 metros vallas            | Manuel Segurado Guipúzcoa 18.2                                                         | Eugenio Muñoz Castilla 18.5                                            | José Ballesteros Cataluña ¿?                                                   |
| 400 metros vallas            | José Luis Emaldi Vizcaya 1:03.0                                                        | Manuel Mateu Cataluña 1:04.8                                           | Hilario Pérez Guipúzcoa ¿?                                                     |
| Salto de altura              | Joaquín Carbonell Cataluña 1.67                                                        | Jesús Barrena Guipúzcoa 1.65                                           | Juan Manuel Cernuda Castilla 1.60                                              |
| Salto con pértiga            | José Culí Cataluña 3.55                                                                | Eugenio Muñoz Castilla 3.00                                            | Manuel Mateu Cataluña 2.80                                                     |
| Salto de longitud            | Fernando Labourdette Guipúzcoa 6.32                                                    | Joaquín Roca Cataluña 6.00                                             | José de la Cruz Castilla 5.99                                                  |
| Triple salto                 | Lorenzo Aostri Vizcaya 12.94                                                           | Joaquín Roca Cataluña 12.54                                            | Domingo Arruabarrena Guipúzcoa 12.12                                           |
| Lanzamiento de peso          | Ignacio Barinaga Guipúzcoa 11.25                                                       | Javier Azpitarte Guipúzcoa 10.825                                      | Mariano Asporosa Vizcaya 11.77                                                 |
| Lanzamiento de disco         | Modesto Arriola Guipúzcoa 38.93                                                        | Ignacio Barinaga Guipúzcoa 35.81                                       | Javier Azpitarte Guipúzcoa 35.66                                               |
| Lanzamiento de martillo      | Felipe Tugas Cataluña 38.80                                                            | Juan Llorens Cataluña 34.44                                            | Ricardo Martínez Cataluña 33.61                                                |
| Lanzamiento de jabalina      | Javier Azpitarte Guipúzcoa 48.59                                                       | José Brú Cataluña 47.26                                                | Esteban Olivé Cataluña 41.89                                                   |
| Relevos 4 x 100 metros lisos | Guipúzcoa Rogelio Fernández Fernando Muñagorri Fernando Labourdette Diego Ordóñez 47.4 | Cataluña Joaquín Roca Juan Oliver José Pauls Juan Serrahima 48.2       | Vizcaya José María Larrabeiti Arenaza Arrillaga Rafael Borreguero ¿?           |
| Relevos 4 x 400 metros lisos | Cataluña Manuel Mateu José Tugas Jesús Muntaner Joaquín Miquel 3:48.0                  | Guipúzcoa Andrés Iguarán Benedicto Tell José Ruiz Hilario Pérez 3:58.2 | Vizcaya Juan González Manuel Aguirre José Luis Emaldi José María Larrabeiti ¿? |

## Vinclos externos
Página RFEA Archivado el 4 de agosto de 2017 en Wayback Machine.

Asociación Estadística de Atletismo Archivado el 4 de marzo de 2016 en Wayback Machine.

Listas de marcas españolas 1926-1936 (Asociación Española de Estadísticos de Atletismo) (Página RFEA)

Mundo Deportivo 01-07-1928, Página 4

Mundo Deportivo 02-07-1928, Página 4

Mundo Deportivo 02-07-1928, Página 5

La Vanguardia 03-07-1928, Página 19

La Vanguardia 30-06-1928, Páginas 14-15. Prueba de Maratón

- Datos: Q17623858